# Rodrigo Peñalba
Rodrigo Peñalba (León, Nicaragua, 15 de mayo de 1908 - San Pedro Sula, Honduras, 3 de junio de 1979) fue un pintor nicaragüense, es reconocido como "el pionero, fundador y maestro de las artes plásticas" en Nicaragua.
Nutrido del arte moderno europeo y norteamericano (Estados Unidos y México), se propuso explorar y expresar la americanidad y concretar un arte integral (pintura, escultura y arquitectura), iniciando en Nicaragua el muralismo y el materismo, realizando la pintura religiosa colonial y el retrato criollo y burgués de los siglos XVIII y XIX que abordó desde ángulos y perspectivas inéditas.

## Reseña biográfica
Nació en León, Nicaragua. Pasó su infancia y primera adolescencia dicha ciudad. Hijo del matrimonio conformado por Justo Pastor Peñalba Argüello (1887-1959) y Esmeralda Martínez Cerda (1879-1962 ), heredó de su padre la vocación y el oficio de pintor. 
Se trasladó a Granada graduándose como Bachiller del Colegio Centroamérica en 1924, logró a sus 16 años publicar sus primeras caricaturas en "La Noticia Ilustrada", el suplemento semanal del diario "La Noticia" de Managua. Creó a don Anacleto, tira cómica para criticar los desaciertos políticos del presidente Carlos Solórzano, que ejerció de 1925 a 1926.
El intelectual Julio Valle-Castillo refiriéndose a este periodo inicial lo describe como:
"Pionero de la burla política y la galantería humorística, se servía tanto de la exageración como de la economía de trazos para interpretar o identificar eficazmente al personaje. La desacralización del oficio, al ponerse al servicio de los medios de comunicación masiva, evidencia su identidad moderna."
Marchó en 1925 a México y Estados Unidos a estudiar pintura. 
Desde 1933 a 1941 estudió en diversas academias de pinturas. En la Real Academia de Bellas Artes de San Fernando de Madrid (1933-1937), en la Academia de San Carlos de México (1937-1939), y en la Regia Scuola di Belle Arti, en Roma (1938-41).
El 1 de agosto de 1945 se casó con Vittoria Cara Cecarelli.
Regresó a América en 1946, en el gran momento inicial de la Escuela de Nueva York, expuso en Nueva York y Washington y su pintura expresionista y figurativa, fue saludada por la crítica estadounidense. 
A su regreso a Nicaragua, buscando "lo propio de nuestra sangre, la coloración y la forma de nuestra tierra… con sentido de nuestra propia raza", en 1948 fue nombrado director de la Escuela Nacional de Bellas Artes de Nicaragua, en Managua, desde la cual a lo largo de dos décadas (1960-1973), amaestró, fundamentó, estimuló y organizó el movimiento pictórico nicaragüense. Entre muchos más, Manuel García Moia fue uno de sus alumnos.
Hasta poco antes de su muerte participó en innumerables exposiciones colectivas nacionales e internacionales, dos retrospectivas y varios concursos.
Murió el 3 de junio de 1979 en San Pedro Sula, Honduras.

## Valoración
Armando Morales, rememoraba sobre Peñalba:
"Su formación y su inclinación como pintor y como maestro de pintura, era europea, y específicamente italiana, con énfasis en el oficio del pintor, en la parte artesanal lentamente sedimentada y sin prisas, en la calidad intrínseca de la superficie del cuadro, en la disciplina y el trabajo sostenido, con desdén a lo novedoso y “original” que pudiera ser pasaporte a un éxito pronto y tal vez espurio. Con frecuencia nos reuníamos en su casa los sábados y a veces nos hablaba extensamente de sus experiencias en Italia y de las experiencias de sus amigos pintores italianos."
El poeta Eduardo Zepeda-Henríquez refería que: 
"Según dice Peñalba, el abstraccionismo es un callejón sin salida..."
Pablo Antonio Cuadra decía:
"Peñalba es un artista europeo en su oficio, disciplinado y exigente… transmitió tradición sin matar la aventura."
Orlando Sobalvarro, uno de sus discípulos que llegó a ser un espléndido pintor, reconoció:
"Peñalba nos enseñó a pintar y dibujar, lo mismo que a observar la naturaleza y sus diferentes tonalidades, conduciéndonos en el quehacer artístico, mostrándonos diferentes escuelas y técnicas: impresionismo, expresionismo, texturas elaboradas con espátulas o pinceles."
Finalmente, Valle-Castillo recalca con vehemencia:
"El nombre de Rodrigo Peñalba Martínez es la partida de nacimiento de las artes visuales nicaragüenses."

## Obras
- "Esquina de Diriamba".
- "Mural de San Sebastián" en la Basílica Menor en Diriamba.
- "Virgen del Carmen" en la Parroquia Nuestra Señora Del Carmen en Managua.
- "Altar Mayor con Cristo resucitado como centro del universo" en la Parroquia Santo Domingo de Guzmán en Managua.

## Reconocimientos
- Escuela Nacional de Artes Plásticas "Rodrigo Peñalba".[4]
- "Orden Rodrigo Peñalba" para los artistas plásticos.[5]
- Sala "Rodrigo Peñalba" en el Palacio Nacional de la Cultura.